# کوسه خشن کارائیب
کوسه خشن کارائیب (نام علمی: Oxynotus caribbaeus) نام یک گونه از سرده کوسه خشن است.